# Pherosphaera hookeriana
Pherosphaera hookeriana je stálezelený, dvoudomý, hustě rozvětvený jehličnan, vyskytující se obvykle ve tvaru keře a rostoucí nejčastěji do výšky 1 až 2 m. Je jedním ze dvou druhů rodu Pherosphaera a je endemitem ostrova Tasmánie nacházejícího se u jižních břehů Austrálie.

## Ekologie
Tato pomalu rostoucí, dlouhověká, vzrůstem trpasličí dřevina je původní druh v jihozápadních a západních pohořích a na centrální náhorní plošině (Central Highlands) na Tasmánii. Vyskytuje se přibližně v třiceti subpopulacích, vzdálených od sebe nejméně 1 km, s celkovým množstvím asi dvou desítek tisíců rostlin. Nachází se nejčastěji v nadmořské výšce od 1000 po 1400 m n. m. na ploše asi 6000 km². Roste v řídkých a světlých lesích, různorodé křovinné vegetaci po kamenitých stráních, na bažinatých územích a vřesovištích, lemuje také tamní četná jezera a plesa i mnohé vodní toky. Rostlina prosperuje na podloží tvořeném vyvřelým doleritem, žulou a rulou, kde je půda většinou dosti kyselá a mívá pH o hodnotě mezi 4,5 a 5. Bezlesé okolí dřeviny bývá hustě porostlé polštáři rašeliníku.
Klima je na těchto lokalitách vyloženě vlhké oceánské, roční srážky se pohybují okolo 1600 mm. Průměrná roční teplota je v okolních regionech okolo 7,5  C s průměrným teplotním miminem v nejchladnějším měsíci 0,1  C. Neexistuje tam období sucha a sněhová pokrývka nemá dlouhého trvání, brzy roztává.
Průměrný věk rostliny se stonky tlustými 3 až 6 cm se odhaduje na dvě stě padesát až tři sta let. Za maximální věk se považuje asi pět století, roční přírůstky jsou extrémně nízké. Věk dospělosti, kdy začne tvořit semena, není přesně znám. Bylo ale vypozorováno, že nové, přirozeně obnovené porosty rostoucí na místě vypálených, plodí již ve věku padesáti let. Semena jsou zralá nejčastěji v dubnu.

## Popis
Tato dvoudomá dřevina je hustě větvený, vzpřímený keř, který pouze ojediněle vyrůstá jako malý strom do výšky 3 nebo 5 m. Většina jedinců nepřesahuje výšku 1,5 m a šířku 3 m. Kůra je hnědá, drsná a odlupuje se v malých šupinkách. Větve bývají zkroucené a opakovaně se hustě větví do krátkých větviček o průměru do 1 až 1,5 mm, které tvoří husté chomáče. Větvičky bývají ve čtyřech či pěti řadách spirálovitě porostlé žlutozelenými, šupinovitými listy, jež se střechovitě překrývají a ke stonku přiléhají. Listy jsou dlouhé až 1,5 a široké do 1 mm, jsou hrubé, na rubu silně kýlnaté, na vrcholu tupé a dovnitř zahnuté. U starších rostlin bývají listy menší, všechny mívají průduchy na vnitřních površích.
Samčí rostliny mají v četných červenohnědých kulovitých šišticích osm až patnáct šupin, na jejichž spodních stranách bývají asi 3 mm velké květy s vícero tyčinkami nesoucí prašníky s pylem. Samičím dřevinám vyrůstají na krátkých převislých větvičkách šištice dlouhé 2 až 4 mm, které mívají pět až osm plodných šupin s jediným, asi 2,5 mm velkým vajíčkem umístěným na horní straně tenké obvejčité šupiny. Opylení se děje za přispění větru.
Zralé semeno je velké asi 1 mm, bývá hnědé tvrdé a lesklé, zdřevnatělá šiška jich obsahuje nejčastěji jedno až čtyři.

## Rozmnožování
Dřevina se obvykle po blízkém okolí rozšiřuje pomoci zakořeňujících odnoží a vytváří tak rozlehlé klonální kolonie. Semena nemají křídélka, takže lze očekávat, že dopadnou na zem do vzdálenosti nejvýše několika metrů od mateřské rostliny. Semena někdy přetrvávají na zralé šišce i po jejím opadu a lze předpokládat, že takto mohou dále doplout v četných horských tocích. Doba, po kterou jsou životaschopná, není známa.
Nové rostlinky se většinou vyskytují jen na vlhkých a stinných místech. Semena mají dlouhou dobu dormance a po několik let jsou součásti půdní banky. K nastartování klíčení potřebují stratifikaci teplou a následně i studenou. Z této konstelace vyplývá, že vyklíčí až za rok nebo častěji za dva, někdy i později. Semenáče, jež na prvý pohled vypadají jako malé kapradiny, se na stanovištích vyskytují pouze řídce. Častěji jsou patrné mladé rostlinky coby odnožující klony starších.

## Ohrožení
Podstatná část popisované populace se nachází v chráněných oblastech, které nejsou ohrožovány lidskou činnost, ale velkým nebezpečím pro tyto jedinečné rostliny jsou požáry. Druh rostoucí ve vlhkém prostředí bývá běžně před ohněm chráněn. Přesto dochází v sušších etapách ke samovolnému, či lidmi způsobenému vznícení okolního vyschlého rašeliníku a následnému plošnému rozšíření ohně, což bývá častější v nižších nadmořských výškách. Pherosphaera hookeriana je vysoce citlivá na oheň a její zotavení je z velké části závislé na osivu z nespálených oblastí. Některé populace již byly v nedávné minulosti takto zničeny a jejich rekolonizace je velmi pomalá, pokud k ní vůbec dojde.
Tato dřevina je vzhledem ke specifickým klimatickým podmínkám pěstovaná mimo Tasmánii jen velice řídce, kontinentální evropské klima je pro ni zcela nevhodné. Pherosphaera hookeriana je mezinárodní organizací na ochranu přírody UICN zařazena mezi téměř ohrožené druhy (NT).